# Prunus stipulacea
Prunus stipulacea är en rosväxtart som beskrevs av Carl Maximowicz. Prunus stipulacea ingår i släktet prunusar, och familjen rosväxter. Inga underarter finns listade i Catalogue of Life.